# テレビ朝日金曜5時30分枠の連続ドラマ
テレビ朝日金曜5時30分枠の連続ドラマ（てれびあさひきんようごじさんじっぷんわくのれんぞくどらま）は、テレビ朝日系列の金曜17:30 - 17:55（JST）に放送されたテレビドラマの枠である。

## 概要
1980年代半ばまでは過去にテレビ朝日で放送された特撮番組の再放送枠として放送されていたが、その後1989年4月からは本時間帯は平日18時から移動してきた『パオパオチャンネル』が放送されており、1989年秋改編で終了。また、それと同時期に土曜18:00に『鳥越&畑 ザ・スクープ』が放送開始されることに伴い『スーパー戦隊シリーズ』がこの枠に移動することになった。1997年4月より『スーパーJチャンネル』開始に伴い、日曜7:30へ再移動、本時間帯では計9作品放送された。
近畿広域圏のABCでは、土曜19時台後半に部長刑事シリーズを放送していたため、『バトルフィーバーJ』から『ターボレンジャー』の途中まで当該時間帯で6日遅れで放送していた。

## 作品リスト
- スーパー戦隊シリーズ
  - 高速戦隊ターボレンジャー（1989年10月6日 - 1990年2月23日）※土曜18:00から移動
  - 地球戦隊ファイブマン（1990年3月2日 - 1991年2月8日）
  - 鳥人戦隊ジェットマン（1991年2月15日 - 1992年2月14日）
  - 恐竜戦隊ジュウレンジャー（1992年2月21日 - 1993年2月12日）
  - 五星戦隊ダイレンジャー（1993年2月19日 - 1994年2月11日）
  - 忍者戦隊カクレンジャー（1994年2月18日 - 1995年2月24日）
  - 超力戦隊オーレンジャー（1995年3月3日 - 1996年2月23日）
  - 激走戦隊カーレンジャー（1996年3月1日 - 1997年2月7日）
  - 電磁戦隊メガレンジャー（1997年2月14日 - 3月28日）※日曜7:30へ移動